# Gmina Sibinj
Gmina Sibinj (chorw. Općina Sibinj) – gmina w Chorwacji, w żupanii brodzko-posawskiej.

## Miejscowości i liczba mieszkańców (2011)
- Bartolovci – 737
- Brčino – 168
- Čelikovići – 60
- Gornji Andrijevci – 467
- Grgurevići – 122
- Grižići – 120
- Gromačnik – 556
- Jakačina Mala – 161
- Ravan – 161
- Sibinj – 2424
- Slobodnica – 1557
- Završje – 362